# Thompson River (Clark Fork)
Der Thompson River ist ein etwa 70 km langer rechter Nebenfluss des Clark Fork im Nordwesten des US-Bundesstaates Montana. Namensgeber des Flusses war der kanadische Kartograf David Thompson.

## Flusslauf
Der Thompson River bildet den Abfluss des 1016 m hoch gelegenen Sees Lower Thompson Lake. Er fließt in überwiegend südlicher Richtung durch den Sanders County. Er überquert dabei anfangs kurz die Grenze zum östlich gelegenen Flathead County. Der Thompson River bildet die östliche Abgrenzung der Cabinet Mountains. Im Unterlauf durchquert der Fluss den Lolo National Forest. Der Thompson River mündet schließlich 8 km östlich der Kleinstadt Thompson Falls in den Clark Fork. Der Montana Highway 200 überquert den Fluss unmittelbar oberhalb dessen Mündung.

## Hydrologie
Der Thompson River entwässert ein Areal von 1652 km². Der mittlere Abfluss beträgt 12,3 m³/s. Die höchsten monatlichen Abflüsse treten im Mai mit im Mittel 36 m³/s auf.